# Giełda Papierów Wartościowych w Kolombo
Giełda Papierów Wartościowych w Kolombo (ang. Colombo Stock Exchange – CSE) – giełda papierów wartościowych w Sri Lance; zlokalizowana w mieście Kolombo. Powstała w 1985 r. jako Colombo Securities Exchange; od 1990 r. funkcjonuje pod nazwą Colombo Stock Exchange.